# História da língua inglesa
O inglês é um idioma germânico ocidental que se originou dos dialetos anglo-frísios, levados à Grã-Bretanha pelos invasores germânicos de diversas ilhas da região que atualmente corresponde aos Países Baixos e ao noroeste da Alemanha. Inicialmente, o inglês antigo era um grupo diversificado de dialetos que refletia as origens variadas dos reinos anglo-saxões da Inglaterra. Um destes dialetos, o saxão ocidental tardio, eventualmente se sobrepôs aos outros. 
O idioma foi então influenciado por duas ondas posteriores de invasões: a primeira por falantes do ramo escandinavo da Família Linguística Germânica, que conquistaram e colonizaram diversas partes da Britânia nos séculos VIII e IX; a segunda pelos normandos no século XI, que falavam o antigo normando e eventualmente o desenvolveram numa variedade inglesa conhecida como anglo-normando. Estas duas invasões fizeram com que o inglês se tornasse, até certo ponto, uma "mistura" de idiomas.
A convivência com os escandinavos resultou numa significante simplificação gramatical e num enriquecimento léxico do núcleo anglo-frísio do inglês; A ocupação posterior dos normandos enxertou naquele núcleo germânico uma camada mais elaborada de palavras de origem românica. Esta influência normanda entrou na Inglaterra principalmente por meio das cortes e do governo; como resultado, o inglês acabou por se tornar um idioma de empréstimos, de grande flexibilidade, com um vocabulário amplo e variado.

## Antecedentes ingleses
A língua Inglesa tem suas raízes nos povos germânicos da Europa Setentrional. Nos tempos do Império Romano grande parte da região ocupada pelos germanos (Germânia) manteve-se independente de Roma, apesar de que alguns territórios ao sul foram conquistados com o passar dos anos. Germanos serviram em tropas militares romanas, sendo que uma parcela de tungros, batavos e frísios serviram na província romana da Britânia. 
A presença e a influência germânica expandiu-se durante o Período Migratório, o qual foi desencadeado pela queda do Império Romano. A presença germânica na região durou do século V ao século VII, seguindo à era de domínio romano. A Crônica Anglo-Saxônica relata que em torno do ano 449, Vortigerno, Rei dos Bretões, aliou-se aos reis Hengist e Horsa contra os invasores Pictos, recuperando territórios ao sul da Bretanha. Isto levou massas de colonizadores que eventualmente estabeleceram sete reinos, o que ficou registrado na história como Heptarquia. Beda, autor da História Eclesiástica, de 731, relata a invasão de anglos, saxões e jutos, ainda que a natureza precisa destas invasões e o processo de colonização destes povos em particular seja ainda hoje objeto de discussão entre os especialistas.
As línguas faladas pelos povos germânicos que inicialmente ocuparam a Bretanha são parte do ramo Ocidental das Línguas germânicas. Consistiam em dialetos falados majoritariamente na região do Mar do Norte, que corresponde à atual Dinamarca, aos Países Baixos e ao norte da Alemanha. Devido a similaridades entre o Inglês e o Frísio antigo, um grupo Anglo-frísio também é comumente identificado.
Estes dialetos têm grandes aspectos das línguas ocidentais germânicas, incluindo uma grande parcela de flexões gramaticais. O vocabulário, em sua grande parte, deve-se do tronco germânico, ainda que o Latim tenha influenciado a esses povos germânicos devido ao contato com a cultura romana.